# Oxymormyrus zanclirostris
Oxymormyrus zanclirostris är en fiskart som först beskrevs av Günther, 1867.  Oxymormyrus zanclirostris ingår i släktet Oxymormyrus och familjen Mormyridae. IUCN kategoriserar arten globalt som livskraftig. Inga underarter finns listade i Catalogue of Life.